# Higo
El higo (también figo) es el fruto producido por la higuera (Ficus carica).
Desde el punto de vista botánico, el higo es una infrutescencia (un conjunto de frutos), por lo tanto no es un solo fruto. Existen más de 750 especies de higos diferentes entre las comestibles y las no comestibles.
Esta fruta podría provenir de Asia occidental, aunque posteriormente se distribuyó por todo el Mediterráneo. Se sabe que el ser humano ya lo conocía y recolectaba antes del año 9000 a. C.
Los higos suelen medir entre 6 o 7  cm de largo y 4,5 a 5,5 cm de diámetro, aunque el tamaño varía según la variedad. Están cubiertos de una piel fina que da color a su exterior y según la variedad pueden ser de diferentes colores, desde el verde al morado o negro. La pulpa con alto contenido energético es carnosa y de intenso sabor dulce.
En la ribera mediterránea española existen diversas denominaciones del higo, en referencia a la forma, variedad, tamaño y color.
Son muy estacionales y se pueden encontrar fácilmente en los meses de agosto y septiembre en el hemisferio norte, o febrero y marzo en el hemisferio sur.
Algunas higueras, llamadas breveras, bíferas o reflorescentes, producen dos cosechas al año: las brevas en junio y los higos entre finales de agosto y principios de septiembre. Las brevas son higos que no han llegado a madurar en otoño,es decir,los frutos que dan las ramas del año anterior,conservándose en estado latente sobre la madera durante el invierno, alcanzando su madurez en la primavera siguiente. Las brevas tienen un alto valor comercial por su tamaño y precocidad superiores a los de los higos. 
Las higueras que solo dan una cosecha de higos (entre agosto y los primeros fríos del otoño) se conocen con el nombre de higueras uníferas.

## Variedades

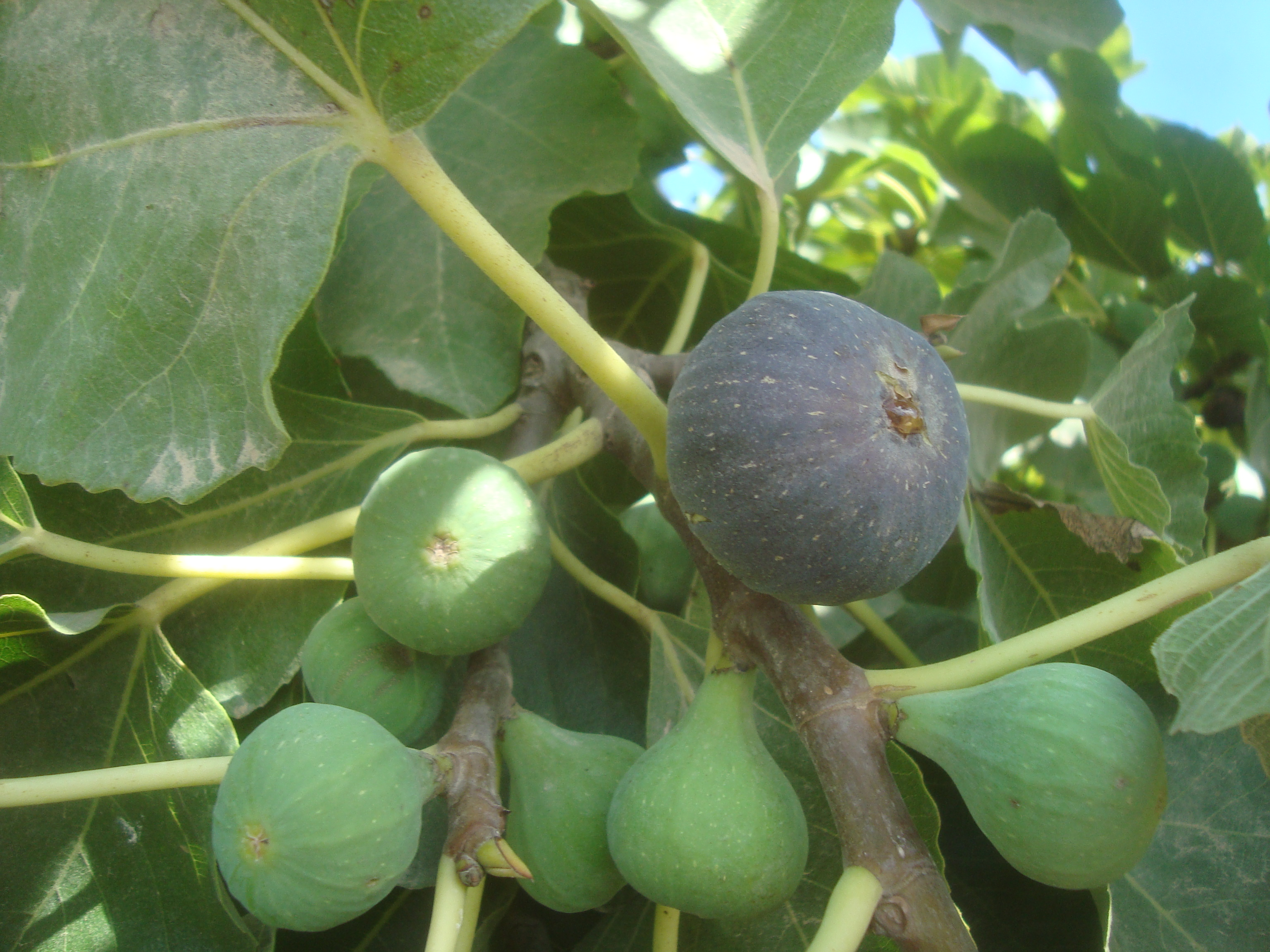
Higos de la variedad Bordissot negra, gota de miel.

Se describen cuatro tipos de higos en función de las características de cultivo y polinización:
- Persistente (o higo común). En este tipo, las flores individuales son pistiladas y las frutas se desarrollan sin la estimulación de la polinización y la fertilización (partenocárpico). Algunos cultivos de este tipo son 'Kadota' (Dottato), 'Mission', 'Adriatic', 'Brown Turkey', 'Celeste' y 'Conadria'.

- Cabrahigo. Es el tipo de cultivo más primitivo, con las flores embebradas cortas y flores estaminadas funcionales. La mayoría de los cabrahigos no son comestibles, pero se cultivan porque albergan una pequeña avispa, Blastophaga psenes, que es necesaria para la polinización y el cuajado de frutas.

- Esmirna (o higo Smyrna). En este tipo, los frutos no se desarrollan a menos que las flores sean polinizadas con polen transportado de las flores masculinas del cabrahigo por la pequeña avispa Blastophaga. 'Sari Lop' (conocido como 'Calimyrna' en California) es el cultivo más común y ampliamente cultivado del tipo Smyrna.

- Intermedio (o higo San Pedro). Es un tipo intermedio en el cual la primera cosecha es conocida como 'breva'. El cultivo es completamente partenocárpico y no requiere polinización y fertilización de flores, pero el segundo cultivo se desarrolla solo si las flores son polinizadas como en el caso del tipo Smyrna. 'San Pedro', 'King' y 'Gentile' son cultivos comunes de este tipo.

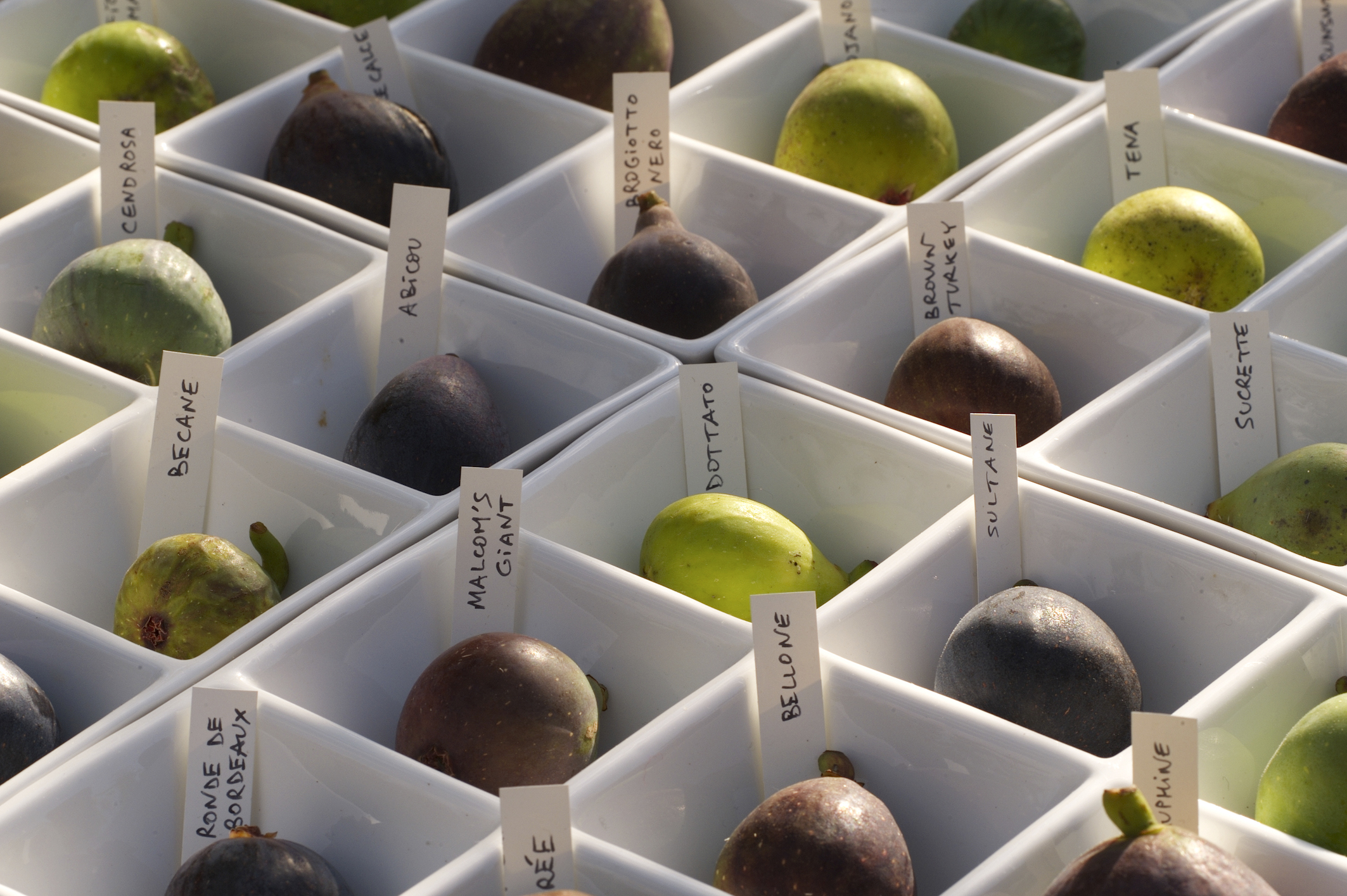
Diferentes variedades de higos.
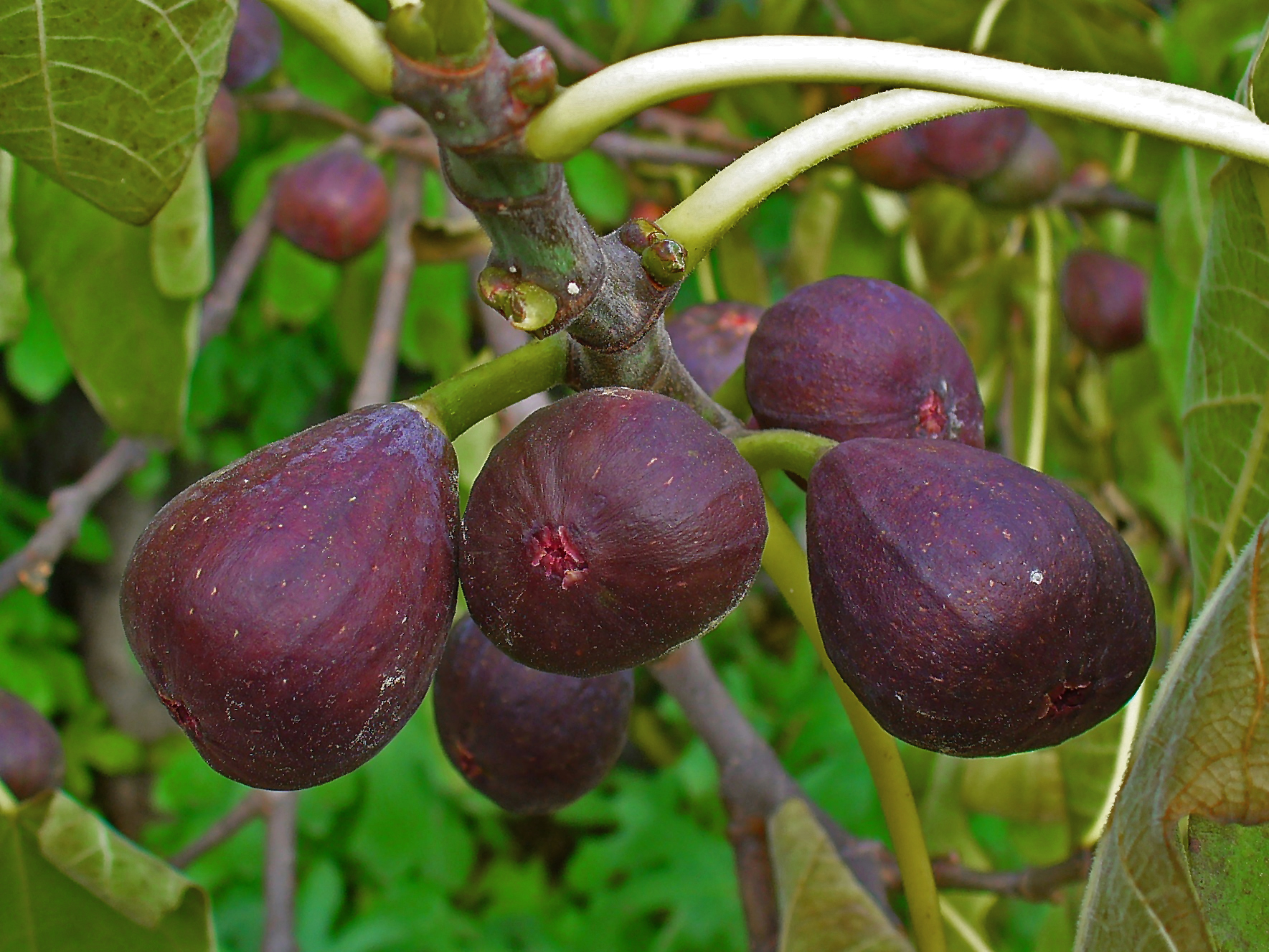
Higos maduros in situ
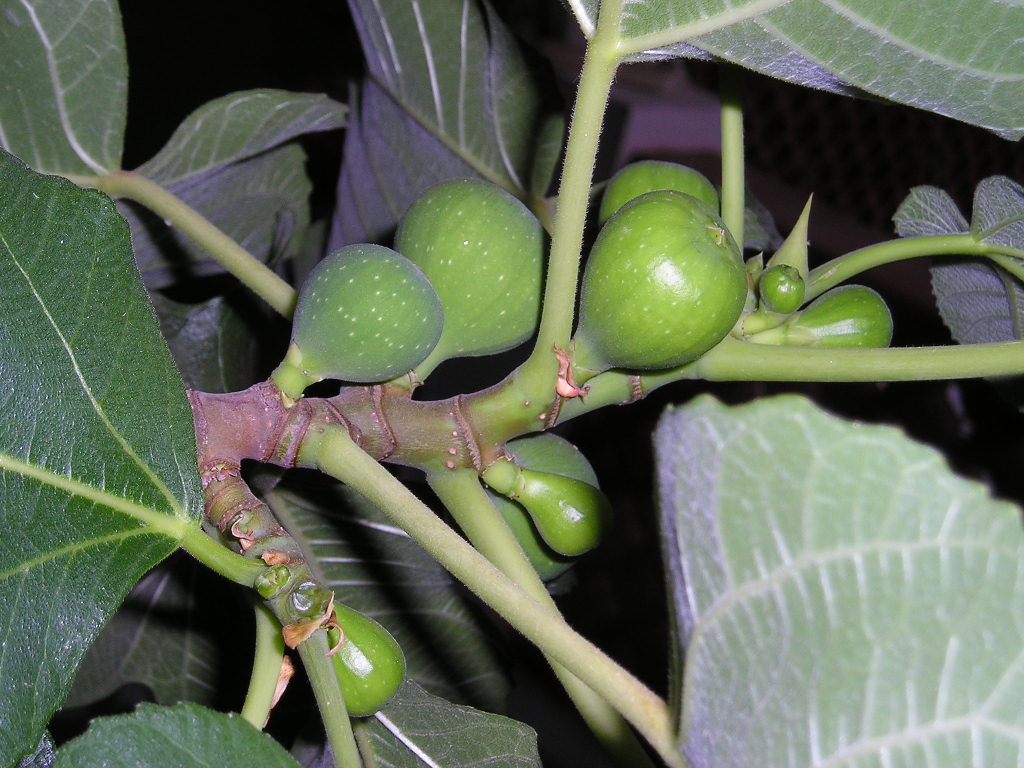
Rama de una higuera con higos inmaduros.

## Propiedades nutritivas

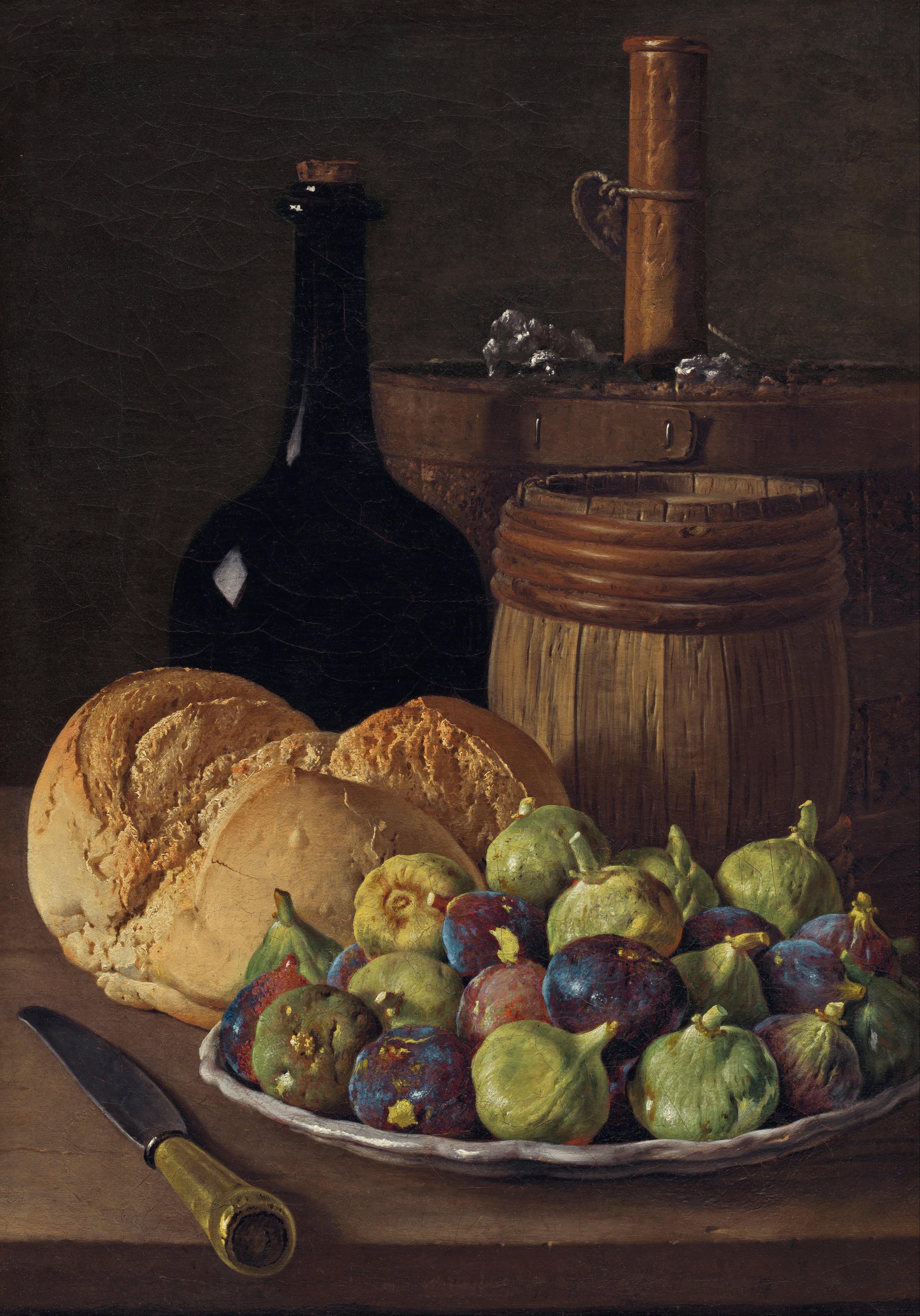
Bodegón de higos y pan (1770), obra de Luis Meléndez.

Las especies comestibles son muy digestivas porque contienen una sustancia llamada cradina, que es un fermento digestivo y alto contenido en fibra que mejora el tránsito intestinal; por ello, también es utilizado como laxante; ácidos orgánicos como el ácido cítrico, málico y acético; sales como potasio, magnesio y calcio, y vitaminas A, B1, B2, B3, K y C. Contiene un 80% de agua y altos contenidos en hidratos de carbono como la sacarosa, fructosa y glucosa. Los frutos no maduros resultan tóxicos para el estómago.

## Higo seco

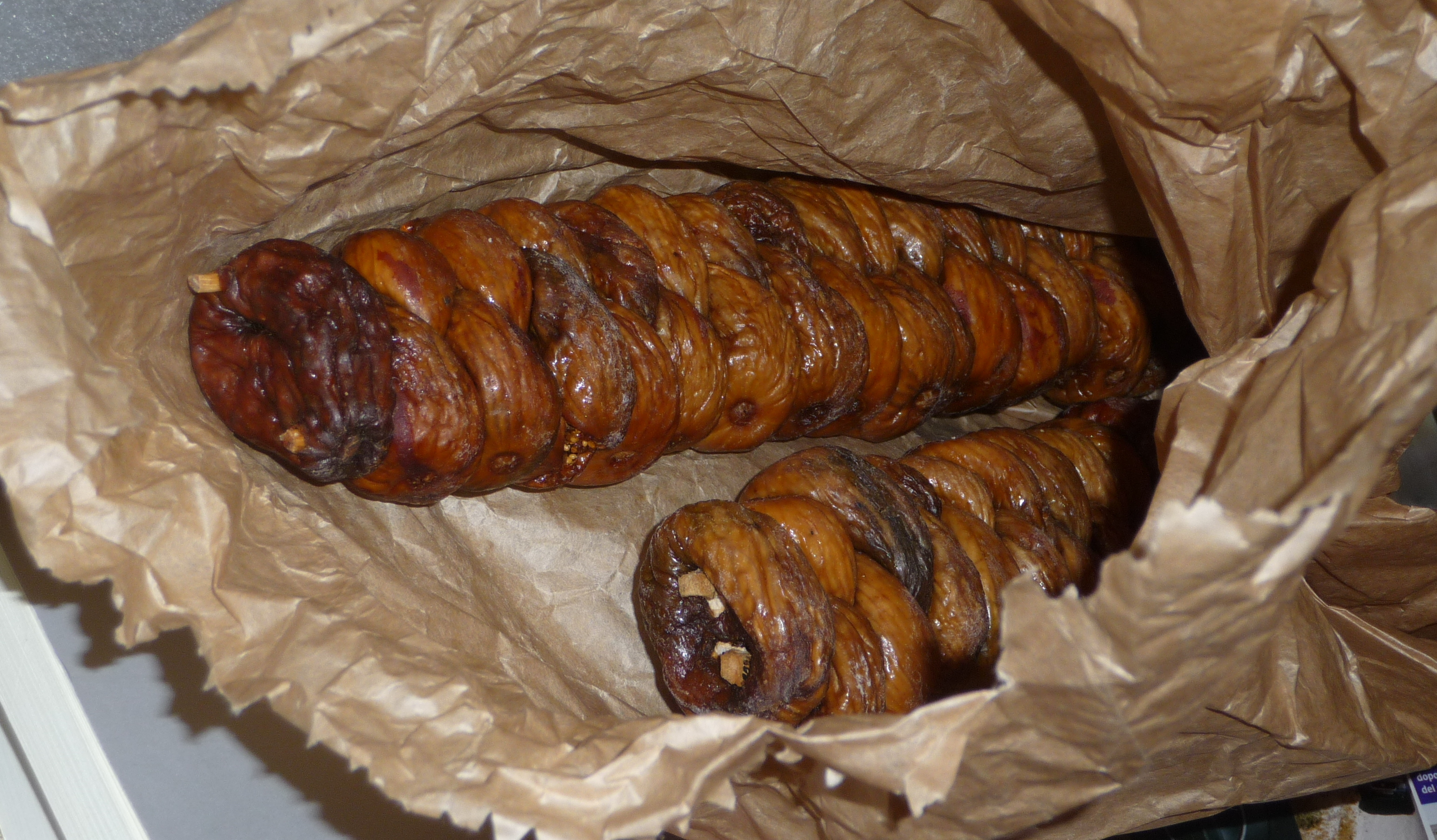
"Schiocca" de higos secos calabreses

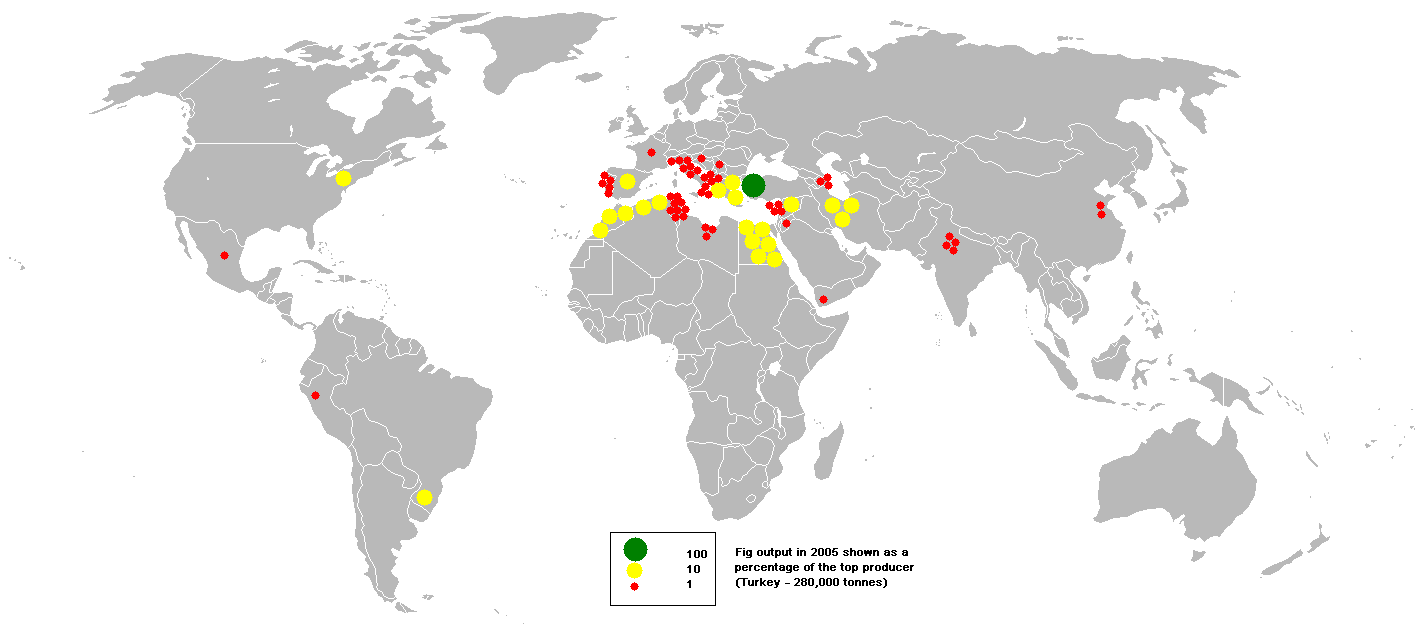
Producción mundial de higos en 2005.

El higo se puede desecar para convertirse en "higo seco" o "higo paso". El fruto que no se consume en la temporada se seca al sol en secaderos similares a los de la uva pasa, pudiéndose conservar más tiempo para utilizarlo en la elaboración de diversos postres e incluso helados.
El higo seco se forma aplastando con la mano el higo fresco y colocado sobre cañizos poniéndolo al sol durante días dándole la vuelta un par de veces para evaporar la mayor parte de su agua. En este proceso debe haber temperaturas superiores a 30 °C en los momentos más soleados y no haber días nublados. El higo seco tiene respecto al higo fresco mucho más calcio e hidratos de carbono y por lo tanto más calorías y mucha menos agua. Se puede encontrar todo el año ya que al contener un alto grado de azúcares que actúan de conservante natural y al estar desecado se mantiene en perfecto estado durante largo tiempo.

## Producción
En 2016, la producción mundial de higos fue de 1,05 millones de t, liderado por Turquía, Egipto, Argelia, como los tres mayores productores, sumando colectivamente el 58 % del total.

Las regiones de Aydın, Esmirna y de Muğla, conocida anteriormente como antigua región de Caria, son la de mayor producción en Turquía.
| Principales productores de higo (2018) (toneladas) | Principales productores de higo (2018) (toneladas) |
| -------------------------------------------------- | -------------------------------------------------- |
| Turquía                                            | 306.499                                            |
| Egipto                                             | 189.339                                            |
| Marruecos                                          | 128.380                                            |
| Argelia                                            | 109.214                                            |
| Irán                                               | 59.339                                             |
| España                                             | 47.750                                             |
| Siria                                              | 35.300                                             |
| Estados Unidos                                     | 28.874                                             |
| Túnez                                              | 25.696                                             |
| Albania                                            | 24.448                                             |
| Brasil                                             | 23.674                                             |

Fuente

## Gastronomía
En gastronomía es variada su utilidad, desde acompañamiento en contraste con algunos platos salados como carne asada o de caza, o en platos dulces para realizar diferentes postres como mermeladas y repostería. Con el fruto seco se realiza el denominado "pan de higo" (higo desecado y prensado con almendras). También es muy apreciado en la industria de la heladería donde se prepara el helado de requesón con higos.
En España se realiza con el higo una bebida alcohólica compuesta de aguardiente denominada "licor de higo"; igualmente en el sur de Perú se elabora una bebida alcohólica de higos denominada chimbango.